# زنجره‌های نقاره‌پوش
زنجره‌های نقاره‌پوش(نام علمی: Tibiceninae) نام یک زیرخانواده از تیره زنجره است.